# Ga Bến xe An Sương
Bến xe An Sương là một trong các nhà ga của Tuyến đường sắt đô thị Khu đô thị Tây Bắc - Thủ Thiêm nằm tại huyện Hóc Môn , Thành phố Hồ Chí Minh. 
Nhà ga nằm trên Quốc lộ 22, phía Nam giáp nút giao An Sương.